# FC Tekstilsjtjik Ivanovo
FC Tekstilsjtjik Ivanovo (russisk: Футбольный клуб «Текстильщик» Иваново) er en russisk fodboldklub med base i Ivanovo. Klubben er en af de ældste fodboldklubber i landet.

## Titler
Sovjetunionen
 RSFSR Pokalturnering
- Vinder (2): 1940, 1986.

## Eksterne links
- Officiel hjemmeside Arkiveret 15. november 2014 hos  Wayback Machine